# Pruillé-l'Éguillé
Pruillé-l'Éguillé là một xã trong tỉnh Sarthe trong vùng Pays-de-la-Loire ở tây bắc nước Pháp. Xã này nằm ở khu vực có độ cao từ 88-167 mét trên mực nước biển.